# Jacqueline Scislowski
Jacqueline Samantha Scislowski (* 15. Mai 2000 in Chicago, Illinois) ist eine US-amerikanische Schauspielerin und ein Model polnischer Herkunft.

## Leben
Scislowski wuchs in Arlington Heights, US-Bundesstaat Illinois auf. Sie ist polnischer Abstammung und spricht fließend Polnisch. Als Dreijährige erhielt sie erste Auftritte als Model für verschiedene Werbekampagnen. Ab ihrem fünften Lebensjahr begann ihr Interesse für das Schauspiel zu wachsen. Im Alter von acht Jahren spielte sie ihre erste Rolle in einem Kurzfilm. In den nächsten Jahren folgten weitere Besetzungen in Kurzfilmen. 2012 war sie in einer Episode der Fernsehserie Touch zu sehen. 2013 übernahm sie Nebenrollen in den Spielfilmen Man of Steel und Dhoom: 3. 2014 stellte sie einen Episodencharakter in der Fernsehserie Criminal Minds dar.
2018 bekam sie eine größere Rolle in dem Katastrophenfilm End of the World – Gefahr aus dem All. Von 2019 bis 2020 spielte sie die Zoey Reeves mit ihrem Yellow Beast Morphers Ranger in insgesamt 44 Episoden der Fernsehserie Power Rangers Beast Morphers dar. Zu dieser Zeit lebte sie aufgrund der Dreharbeiten in Neuseeland. Sie war damals die erste im 21. Jahrhundert geborene Schauspielerin, die einen Power Ranger verkörpern durfte. 2020 folgten Besetzungen in den Fernsehfilmen Cheer Camp Killer und Killer Competition.

## Filmografie (Auswahl)
- 2008: I, Magick (Kurzfilm)
- 2009: Patience (Kurzfilm)
- 2009: Marlin (Kurzfilm)
- 2010: True Tale Monsters (Kurzfilm)
- 2010: Beast (Kurzfilm)
- 2011: Dark Ways (Kurzfilm)
- 2011: When Skies Are Blue (Kurzfilm)
- 2011: Nanuq (Kurzfilm)
- 2011: No Safe Harbor (Kurzfilm)
- 2011: No Saving Seats (Kurzfilm)
- 2012: Touch (Fernsehserie, Episode 1x11)
- 2012: The Treehouse (Kurzfilm)
- 2012: The Moroii (Kurzfilm)
- 2013: Man of Steel
- 2013: Admitted (Kurzfilm)
- 2013: Dhoom: 3
- 2014: Criminal Minds (Fernsehserie, Episode 9x18)
- 2014: The Witch (Kurzfilm)
- 2015: Porcelain (Kurzfilm)
- 2016: Love Meet Hope
- 2018: Dinner for Six (Kurzfilm)
- 2018: Manic (Kurzfilm)
- 2018: End of the World – Gefahr aus dem All (End of the World)
- 2019: Another Yesterday
- 2019–2020: Power Rangers Beast Morphers (Fernsehserie, 44 Episoden)
- 2020: Cheer Camp Killer (Fernsehfilm)
- 2020: Killer Competition (Fernsehfilm)
- 2022: The Root of Perfection